# Emil Herzfelder
Emil Herzfelder (* 14. Dezember 1879 in Nürnberg; † nach 1945) war ein deutscher Versicherungsmanager.

## Leben
Herzfelder absolvierte an den Universitäten München, Berlin und Würzburg ein Studium der Rechts- und Staatswissenschaft. Er promovierte am 20. Dezember 1903 an der Universität Würzburg über die Geschichte der Kreditversicherung zum Dr. jur. et. rer. pol. Er wurde bei der Allianz-Versicherung in München als Rechtsanwalt tätig und stieg zum Vorstandsmitglied der Globus Versicherung in Hamburg auf.
Am 7. Oktober 1917 gründete er  mit Wilhelm Kißkalt in Berlin die Hermes Kreditversicherungsbank Aktiengesellschaft, die als erste deutsche Kreditversicherung gilt, deren Direktor er wurde. Die theoretischen Grundlagen dieser Versicherungsart hatte Herzfelder bereits 1904 veröffentlicht.
Herzfelder stand von 1932 bis 1935 der Victoria-Versicherung als Generaldirektor vor. Nach der Machtergreifung stieg der Druck auf die Versicherungswirtschaft, ihre jüdischen Mitarbeiter zu entlassen und er sah sich im Jahr 1935 gezwungen, nach Großbritannien zu emigrieren. Die Ausbürgerung erfolgte am 4. September 1941. Im Jahr 1946 wurde er britischer Staatsbürger.
Mit Beschluss vom 15. August 1941 und Bekanntmachung im Rundschreiben vom 16. September 1941 wurde Herzfelder durch die Universität Würzburg depromoviert. Er gehörte damit zu den über 180 Personen, denen die Universität Würzburg in den Jahren von 1933 bis 1945 den Doktorgrad aberkannte. Dies wurde erst 2011 durch Beschlüsse des Senats und eine öffentliche Gedenkfeier rückgängig gemacht.

## Werke
- Geschichte der Kreditversicherung. Berger, Lucka S.-A. 1903. Zugl. Würzburg, Univ., Jur. u. Staatswiss. Diss., 1903.
- Das Problem der Kreditversicherung mit besonderer Berücksichtigung der berufsmäßigen Auskunftserteilung und des außergerichtlichen Vergleichs. Deichert, Leipzig 1904.
- Haftpflichtversicherung. Mittler, Berlin 1914. 2. Aufl. 1932 mit F. K. Katsch.